# August Kinberg
August Wilhelm Kinberg, född den 12 maj 1844 i Visby, död den 7 september 1916 i Stockholm, var en svensk kameralist och genealog. 
Han var bror till Jacques, Carl och Edward Kinberg. Familjen tillhörde släkten Kinberg från Gotland.
Kinberg blev student vid Uppsala universitet 1863 och var 1879–1911 revisor i Kammarrätten samt därjämte tillförordnad revisor i Medicinalstyrelsen 1882–1901. Han blev riddare av Vasaorden 1898.
I Nordisk familjebok skrev Kinberg största delen av artiklarna av kameralt innehåll.